# Yutanduchi de Guerrero
Yutanduchi de Guerrero là một đô thị thuộc bang Oaxaca, México. Năm 2005, dân số của đô thị này là 1175 người.